# The Biz Suxx
The Biz Suxx (But We don't Care) è il secondo album in studio dei Wrathchild pubblicato nel 1988 per l'etichetta discografica FM Revolver Records.

## Tracce
1. The Biz Suxx
2. ££ Millionaire $$
3. Hooked
4. (Na Na) Nukklear Rokket
5. Wild Wild Honey
6. Ring My Bell
7. Hooligunz
8. She's No Angel
9. O.K. UK
10. Noo Sensation
11. Stikky Fingerz

## Lineup
- Rocky Shades - voce
- Marc Angel - basso
- Lance Rockkit - chitarra
- Eddie Star - batteria

### Altri Membri
- Jason Arnold - Seconda voce